# Spoorlijn aansluiting Weidestraße - Hagen-Kückelhausen
De spoorlijn aansluiting Weidestraße - Hagen-Kückelhausen was een Duitse spoorlijn en is als spoorlijn 2805 onder beheer van DB Netze. 

## Geschiedenis
Het traject werd door de Preußische Staatseisenbahnen geopend op 21 januari 1907. In 2013 is de lijn gesloten en daarna opgebroken.

## Aansluitingen
In de volgende plaatsen is of was er een aansluiting op de volgende spoorlijnen:
aansluiting Weidestraße
DB 2423, spoorlijn tussen Düsseldorf-Derendorf en Dortmund Süd
Hagen-Kückelhausen
DB 2816, spoorlijn tussen Hagen-Haspe en Ennepetal-Altenvoerde

## Elektrificatie
Het traject werd in 1964 geëlektrificeerd met een wisselspanning van 15.000 volt 16 2/3 Hz.